# ГЕС Le Logis-neuf
ГЕС Le Logis-neuf (фр. barrage du Pouzin) та (фр. centrale Le Logis-neuf) — гідроелектростанція на південному сході Франції. Входить до складу каскаду на річці Рона, знаходячись між ГЕС Бошастель (вище по течії) та Шатонеф-дю-Рон.
Праву протоку Рони перекрили греблею Ле-Пузен, яка складається із шести водопропускних шлюзів. Гребля спрямовує воду до лівої протоки (каналу), на якій через 7,5 км розташований машинний зал руслового типу, а праворуч від нього облаштований судноплавний шлюз.
Зал обладнаний шістьма турбінами типу Каплан загальною потужністю 215 МВт. При напорі у 11,7 метра вони забезпечують виробництво майже 1,2 млрд кВт·год електроенергії на рік.
Відпрацьована вода прямує ще понад 1 км по каналу, перш ніж потрапити назад до Рони.